# Дитюк Валентин
Валентин Дитюк (нар. 11 лютого 1991, Степногірськ, Василівський район, Запорізька область) — український оперний співак, тенор, провідний соліст Національного академічного театру опери та балету України імені Тараса Шевченка.

## Життєпис
Народився у смт. Степногірськ на Запорізької області в сім'ї інженера.
У музичній школі навчався грати на акордеоні, а мати, яка співала в самодіяльному хорі, привчала до народних пісень. Керівник цього хору — Олександр Колесов, порадив 14-річному Валентинові навчатися співу професійно. Згодом юнак співав у ансамблі «Дніпряночка» у будинку культури «Запоріжсталь» під керівництвом Людмили Вайло, яка й підготувала його до вступу до Національної музичної академії України імені Петра Чайковського. Спочатку два роки вчився на підготовчому курсі, а потім вступив на перший курс основного навчального циклу академії (клас доцента, кандидата мистецтвознавства Геннадія Кабки), яку закінчив у 2015 році..
Ще студентом у 2013 році був запрошений солістом до Латвійської національної опери, де після десятиденного майстер-класу відбувся його сценічний дебют у партії Ленського в опері «Євгеній Онєгін» Петра Чайковського.
У грудні 2014 року в Московській консерваторії до 210-річчя від дня народження композитора Михайла Глинки відбувся XXV Міжнародний конкурс вокалістів, на якому студент п'ятого курсу Національної музичної академії України, тенор Валентин Дитюк став лауреатом першої премії, володарем спеціальних призів «Найкращий тенор конкурсу» від Фонду Івана Козловського та глядацьких симпатій.
З 2014 року стажист, а з 2015 року, після вдалого виступу на концерті у Національній філармонії України разом зі світовою знаменитістю, Людмилою Монастирською, став солістом оперної трупи Національного оперного театру України. В його репертуарі провідні партії в операх «Запорожець за Дунаєм» Семена Гулака-Артемовського, «Борис Годунов» Модеста Мусоргського, «Травіата» Джузеппе Верді.
У 2018 році з великим успіхом виступав у ролі Фауста в однойменній опері на сцені Німецької опери в Берліні та в ролі Водемона в «Іоланті» у Великому театрі в Москві.
У сезоні 2019—2020 років 28-річний тенор Валентин Дитюк виступав на сценах двох італійських театрів — Театрі Джузеппе Верді в Салерно (Рудольф в «Богемі») та Філармонійному театрі у Вероні (Пінкертон в «Мадам Батерфляй»). Виступ у квітні-травні 2020 року в театрі Реджо в Турині (Рудольф в «Богемі») був скасований у зв'язку з пандемією.
Станом на 4 березня 2023 року у трупі Національного оперного театру України не значиться.

## Ролі в операх
У репертуарі Валентина Дитюка ряд ролей у відомих операх вітчизняної та світової класики:
Андрій («Запорожець за Дунаєм»), Пінкертон («Мадам Баттерфляй»), Фауст («Фауст»), Арріго («Сицилійська весна»), Ріккардо/Густаво III («Бал-маскарад»), Молодий циган(«Алеко»), Водемон («Іоланта»), Родольфо («Богема»), Дука («Ріголетто»), Неморіно («Любовний напій»), Ромео («Ромео і Джульєтта»), Альфред («Травіата»), Ісмаель («Набукко»), Моцарт («Моцарт і Салбєрі») .

## Визнання та нагороди
- 2012 — лауреат ІІ премії Міжнародного музичного конкурсу імені Миколи Лисенка (м. Київ)
- 2012 — перше місце на конкурсі «Відродження» (м. Ґюмрі, Вірменія)
- 2013 — l премія конкурсу молодих виконавців ім. С.Монюшка Убельска ластавка (м. Мінськ, (Білорусь)[4]
- 2014 — переможець XXV Міжнародного конкурсу вокалістів імені М. І. Глинки, володар спеціальних призів — «Найкращий тенор конкурсу» від Фонду Івана Козловського та глядацьких симпатій[1]
- 2017 — ll премія Фестивалю та конкурсу Євразійських музичних ігор (м. Астана, Казахстан)[11]
- 2017 — переможець Міжнародного конкурсу вокалістів імені Віргіліуса Норейки (Литва)[12]
- 2017 — Заслужений артист України[13]

## [14][15][16][17]Примітки
1. 1 2 3  Валентин Дитюк: «Без співу не уявляю свого життя!» [Архівовано 24 вересня 2017 у Wayback Machine.] Хрещатик 10.02.2015
2. 1 2  Нова зірка Національної опери [Архівовано 24 вересня 2017 у Wayback Machine.] «День» 24.02.2015
3. ↑  Валентин Дитюк: Український Паваротті (Інтерв'ю) youtube.com 18.10.2020
4. 1 2  Дитюк Валентин [Архівовано 7 жовтня 2017 у Wayback Machine.] opera.com.ua
5. ↑  Національна опера представить нову версію «Запорожця за Дунаєм» [Архівовано 2 грудня 2017 у Wayback Machine.] Сьогодні 26.02.2015
6. ↑  Валентин Дитюк. Біографія [Архівовано 21 вересня 2019 у Wayback Machine.] imgartists.com 30.12.2019 (англ.)
7. ↑  Офіційний сайт Національної опери України. Оперна трупа. Тенори.  (укр.)
8. ↑  Молитва Андрія із опери "Запорожець за Дунаєм" С.Гулака-Артемовського - Валентин Дитюк і хор НОУ youtube.com 22.01.2020
9. ↑  Валентин Дитюк narodni-divadlo.cz (чеськ.)
10. ↑  Валентин Дитюк deutscheoperberlin.de (нім.)
11. ↑  Фестиваль та конкурс Євразійських музичних ігор [Архівовано 30 вересня 2017 у Wayback Machine.] emg-fest.com (англ.) (рос.)
12. ↑  Український оперний співак Валентин Дитюк виграв міжнародний музичний конкурс імені Віргіліюса Норейки у Литві [Архівовано 24 вересня 2017 у Wayback Machine.] Українське радіо 23.09.2017
13. ↑  Указ президента України №354/2017. Офіційне інтернет-представництво Президента України (ua) . Архів оригіналу за 7 січня 2019. Процитовано 11 жовтня 2020.
14. ↑  Valentyn Dytiuk. www.opera.lv (англ.). Процитовано 9 лютого 2025.
15. ↑  Valentyn Dytiuk. deutscheoperberlin.de (англ.). Процитовано 29 грудня 2024.
16. ↑  Valentyn Dytiuk. www.rbo.org.uk. Процитовано 28 грудня 2024.
17. ↑  Personal profile. National Theatre (англ.). Процитовано 28 грудня 2024.